# Rorik di Dorestad
Rorik o Hrørek (dopo il 810 – circa 880) fu un condottiero vichingo che regnò su varie parti della Frisia tra l'841 e l'873.

## Famiglia
Di probabile origine dana, ebbe un fratello di nome Harald. Harald Klak fu probabilmente loro zio, e Godfrid Haraldsson il cugino. L'identità del padre resta dubbia. Vi sono varie interpretazioni delle fonti primarie su questa famiglia, soprattutto a causa del fatto che il nome Harald viene ripetuto nei vari testi rendendo leggermente complicata la distinzione tra uno e l'altro. Harald Klak ebbe almeno tre fratelli Anulo († 812), Ragnfrid († 814) e Hemming Halfdansson († 837). Tutti loro potrebbero essere il padre del giovane Harald e di Rorik. Molti scrittori hanno scelto Hemming per motivi cronologici, stimando che Rorik sia nato dopo l'810. È un'opinione plausibile, anche se discutibile.

## Gioventù
Harald il giovane fu esiliato dalla Danimarca trasferendosi in Frisia per molti anni. Strinse un'alleanza con Lotario I, il quale era coinvolto in un conflitto con Ludovico I, suo padre. La Frisia faceva parte delle terre di Ludovico, e gli attacchi erano volti a spaventarlo. Nell'841 Ludovico morì, e Lotario fu in grado di concedere ad Harald e Rorik buona parte della Frisia. In quel periodo il suo obbiettivo era quello di stabilire una presenza militare di suoi leali in Frisia, difendendosi dai fratelli ed avversari politici Ludovico II il Germanico e Carlo il Calvo. I due norreni utilizzarono le isole come base per le operazioni, con al sede di Rorik su Wieringen, ed Harald che operava da Walcheren, con il Dorestad che era diviso tra i due.
All'inizio degli anni 840, la Frisia sembrava attirare più razzie degli anni precedenti. I Vichinghi stavano rivolgendo le loro attenzioni alla Francia occidentale ed all'Inghilterra anglosassone. Nell'843 Lotario, Ludovico II e Carlo firmarono il trattato di Verdun, bloccando le dispute territoriali. In precedenza Lotario aveva avuto bisogno di Rorik ed Harald per difendere la Frisia dalle minacce esterne. Con l'eliminazione di queste minacce, i due vichinghi potrebbero essere diventati inutili. Attorno all'844 entrambi "caddero in disgrazia". Furono accusati di tradimento ed imprigionati. Le cronache del tempo parlano di dubbi sulle accuse. Rorik in seguito riuscì a fuggire. Harald probabilmente morì in prigione.
Secondo un'informazione relativa all'850 dell'Annales Fuldenses, "Hrørek il nordico (in latino: Roric) gestiva il Dorestad col fratello Haraldr durante il regno dell'imperatore Luigi. Dopo la morte dell'imperatore e del fratello fu denunciato come traditore - falsamente si disse - a Lotario, che era succeduto al padre al comando del regno, e fu catturato ed imprigionato. Fuggì diventando uomo di fiducia di Luigi II il Germanico, re dei Franchi orientali. Dopo essere rimasto presso di lui per alcuni anni, vivendo tra i Sassoni, vicini dei nordici, raggruppò non pochi danesi iniziando la carriera di pirata, devastando luoghi nei pressi della costa settentrionale del regno di Lotario. Risalì il Reno dalla foce al Dorestad, lo assediò e conquistò. Dato che l'imperatore Lotario non era in grado di cacciarlo senza mettere in pericolo i suoi uomini, Hrørek è stato considerato fedele su consiglio dei suoi consiglieri ed attraverso mediatori, a condizione che avrebbe gestito le tasse ed altre questioni relative al fisco reale, e che avrebbe resistito agli attacchi dei pirati danesi". Anche gli Annales Bertiniani ne parlano: "Hrørek (in latino: Rorich), nipote di Haraldr, da poco sconfitto da Lotario, sollevò interi eserciti di nordici con molte navi attaccando la Frisia e l'isola di Batuwe ed altri luoghi vicini risalendo il Reno ed il Waal. Lotario, non potendolo sconfiggere, si alleò con lui concedendogli il Dorestad ed altre terre". Gli annales Xantenses dicono: "Hrørek il nordico (in latino: Rorik), fratello del citato giovane Haraldr, prima disonorato da Lotario, fuggì, chiese indietro il Dorestad, ed inflisse molte pene ai cristiani".

## Re di Dorestad
In seguito Rorik, assieme a Godfrid Haraldsson, conquistò le città di Dorestad ed Utrecht nell'850, e l'imperatore Lotario I lo nominò re di buona parte della Frisia. Il Dorestad fu uno dei porti più prosperi dell'Europa settentrionale per un certo tempo. Accettando Rorik come suo sottoposto, Lotario riuscì a mantenere la città sotto suo controllo. La sua sovranità era ancora riconosciuta. Ad esempio, le monete coniate nella zecca locale avrebbero portato ancora il nome dell'imperatore. D'altra parte, il Dorestad era già in declino economico. Lasciarlo al suo destino non era un grosso rischio per l'economia dello stato.
Il vescovo Hunger di Utrecht dovette spostarsi a Deventer (ad est). In seguito, assieme a Godfrid, Rorik si spostò in Danimarca per cercare di prendere possesso dello stato durante la guerra civile dell'854, ma senza successo. Gli annales Bertiniani dicono al riguardo: "Lotario concesse l'intera Frisia al figlio Lotario II, dopodiché Hrørek e Gøtrik tornarono alla loro terra nativa in Danimarca nella speranza di riconquistare il potere reale. [...] Hrørek e Gøtrik, cui il successo non sorrise, rimasero nel Dorestad ed in buona parte della Frisia". Godfrid non viene più citato e potrebbe essere morto non molto dopo il ritorno. L'estensione dell'area controllata da Rorik in quel periodo è dubbia. In "Carolingian Coinage and the Vikings" (2007), lo storico Simon Coupland suggerisce un'ipotesi derivata dalle fonti primarie. Il fatto che Rorik controllasse la città di Gendt sulla riva del Waal fa ipotizzare che il fiume rappresentasse il confine meridionale dell'area. Anche il Kennemerland viene citato come parte del regno di Rorik. I successivi negoziati con Ludovico II farebbero pensare che Rorik condividesse il confine orientale con il Regnum Teutonicorum. Il confine occidentale invece è più oscuro. Rorik ed il fratello controllavano la Zelanda nell'840. Non ci sono più citazioni del suo legame con Rorik; il che potrebbe significare che il re del Dorestad non la governò più.

## Spedizione in Danimarca
Secondo i dati dell'857 degli Annales Fuldenses: "Hrørek il nordico, che regnava sul Dorestad, portò una flotta sui confini danesi con l'avallamento del suo re Lotario, e con quello di Hørekr, re dei Danesi, egli ed i suoi compagni occuparono la parte di regno che si trova tra il mare e l'Eider". Questo significa che Rorik, con il consenso di Lotario, andò in Danimarca forzando re Horik II (Erik Barn) a riconoscerne il comando su un'importante area. Il fiume Eider in precedenza segnava il confine tra Danimarca e Impero carolingio. Coupland stimò che la regione conquistata avesse ricoperto il nord o nord-est del fiume, e che si sarebbe estesa fino allo Schlei, uno stretto del Mar Baltico. Anche se non viene citato dal cronico, Rorik potrebbe aver avuto anche il controllo di Hedeby, importante centro di commercio della zona. Lo storico considera che Hedeby sarebbe stato un "premio di valore" per Rorik. Ipotizza che l'obbiettivo di Lotario fosse il controllo del nuovo porto per incrementare il commercio tra il suo reame di Lotaringia e la regione della Scandinavia. I raid nel territorio di Rorik vengono citati dall'Annales Bertiniani: "Altri danesi tempestarono il posto chiamato Dorestad saccheggiando l'intera isola di Betuwe ed i distretti vicini". Secondo Coupland questo significa che la tattica di Lotario fu in parte ricambiata. Lasciato incustodito, il Dorestant ed il suo circondario furono facile preda per i razziatori scandinavi. Anche Utrecht fu saccheggiata in quell'anno. Gli storici Franchi coevi non ne parlano, ma Rorik fu probabilmente richiamato di fretta da Lotario per difendere la Frisia. Le sue conquiste oltre il confine danese ebbero apparentemente vita breve. Vengono citate come gestite dai monarchi danesi già nell'873.

## Dubbi sulla lealtà
Una cronaca dell'863 degli annales Bertiniani dice: "In gennaio i Danesi risalirono il Reno verso Colonia, poi saccheggiarono il Dorestad e la città in cui si rifugiavano i Frisoni, e colpirono molti commercianti della Frisia e catturarono numerose persone. Raggiunsero quindi una certa isola vicino al forte di Neuss. Lotario giunse e li attaccò lungo una riva del Reno, con i Sassoni sull'altra, e si accamparono qui verso l'inizio di aprile. I Danesi seguirono il consiglio di Hrørek e se ne andarono nello stesso modo in cui erano giunti". Questa notizia rende chiaro che un altro gruppo di vandali danesi attaccò il Dorestad prima di risalire il fiume fino a Xanten. Comunque iniziò a girare la voce secondo cui Rorik aveva incoraggiato i razziatori a proseguire la spedizione. Coupland non considera l'idea che Rorik abbia invitato gli altri a fare razzia sulle sue terre. Afferma piuttosto che le voci sarebbero basate sul modo di sbarazzarsi degli invasori. Rorik potrebbe aver protetto il suo territorio convincendo i Danesi a risalire ulteriormente il fiume, lasciando che diventassero un problema per gli altri re. Coupland fa notare che non sarebbe l'unico caso simile nel IX secolo. L'assedio di Parigi dell'885-886 fatto da Sigfred e Rollone non sarebbe finito con l'annientamento reciproco. Carlo il Grosso avrebbe permesso a Rollone di proseguire a saccheggiare la Borgogna.
Le voci sulla presunta slealtà di Rorik indussero Incmaro di Reims a scrivere due lettere, una a Hunger e l'altra a Rorik. Al vescovo Hunger si chiedeva una pena misurata per Rorik se le accuse si fossero dimostrate veritiere. Incmaro disse a Rorik di non dare rifugio a Baldovino I delle Fiandre, il quale era fuggito con la figlia del re Giuditta. Da queste lettere sembra chiaro che Rorik si fosse da poco convertito al cristianesimo e che si fosse battezzato. Flodoardo sintetizza il contenuto delle due lettere.
Coupland considera il contenuto delle lettere particolarmente utile. Rorik sembra aver ottenuto il controllo del Dorestad due vote prima della conversione al Cristianesimo attorno all'860. Incmaro ed Hunger dovevano convincere Rorik a non dare rifugio ad un nemico dichiarato di Carlo il Calvo, il che potrebbe significare che Rorik godeva di "una certa misura di indipendenza politica" da varie corti dei Carolingi del tempo. Coupland fa notare che il suo contemporaneo Sedulio Scoto definisce Rorik un re (in latino rex), sottolineando però anche che il riferimento potrebbe venire interpretato per indicare un altro re contemporaneo, Rhodri Mawr ap Merfyn del regno di Gwynedd. Un'agiografia di Adalberto di Egmond, scritta alla fine del X secolo, cita un miracolo del santo durante il periodo di "Roric il re dei barbari" (in latino: Roricus barbarorum rex).

## Successivo regno
Nell'867 vi fu una piccola rivolta dei Cokingi e Rorik fu cacciato dalla Frisia. Gli annales Bertiniani affermano che Lotario II "richiamò tutto il suo regno per la difesa della patria, come spiegato, dai norreni, per fare in modo che Hrørek, i cui sudditi locali, ora chiamati Cokings, avevano cacciato dalla Frisia, potesse tornare portando con sé alcuni Danesi in aiuto". Coupland fa notare che l'identità dei Cokingi è dubbia. Dubbio è anche il motivo di questa perdita di potere da parte di Rorik. Questo potrebbe aver perso il controllo di una parte del regno, o averne recuperato il controllo altrettanto velocemente, essendo poi citato nell'870 ancora in Frisia.
L'8 agosto 869 morì Lotario II. La Lotaringia fu reclamata dagli zii, Ludovico II il Germanico e Carlo il Calvo. Nell'870 i due raggiunsero un accordo con il trattato di Meerssen, che divideva la Lotaringia tra i due. Gli annales Bertiniani affermano che Carlo il Calvo "giunse al palazzo di Nimega per discutere con il nordico Hrørek, il quale confinava con lui per mezzo di un trattato". Secondo Coupland il discorso tra i due fu tra un re ed una "importante figura locale" di un'area da poco annessa. Carlo si assicurò la lealtà ed il rispetto della sua sovranità, mentre Rorik mantenne il controllo della regione. Lo stesso tipo di accordo che Lotario I e Lotario II ebbero con lui.
Sembra che Carlo e Rorik abbiano ripreso i negoziati nell'872, secondo due diverse righe dell'annales Bertiniani: "Il 20 gennaio egli [Carlo il Calvo] lasciò Compendio dirigendosi al monastero di [nome mancante nei manoscritti sopravvissuti] per parlare coi nordici Hrørek e Hróðulfr. [...] ad ottobre egli [Carlo il Calvo] discese con una nave la Mosa fino a Maastricht parlando con i nordici Hrørek e Hróðulfr i quali avevano risalito il fiume per incontrarlo. Diede il benvenuto a Hrørek il quale si era dimostrato leale, ma Hróðulfr fu mandato via a mani vuote, perché aveva complottato un tradimento, e le sue richieste erano troppo alte. Carlo preparò il suo uomo di fiducia alla difesa contro gli attacchi di Hróðulfr. Quindi cavalcò tramite Attigny fino all'abbazia di San Medardo, dove egli [Carlo] passò il Natale". L'"Hróðulfr" del testo era Rudolf Haraldsson, presunto nipote di Rorik. Gli Annales Xantenses lo cita come nepos di Rorik il che solitamente significa "nipote". Comunque come nel termine "cardinal nipote" (latino: cardinalis nepos), potrebbe significare genericamente "parente". Coupland ipotizza che il monastero citato fosse Moustier-sur-Sambre nell'attuale provincia di Namur del Belgio, vicino ai vecchi confini della Lotaringia. Il motivo e la natura di questi negoziati sono oscuri.
Nell'873 Rorik strinse un'alleanza con Ludovico II, ed è l'ultima volta che viene citato. Gli annales Xantenses dicono: "Allo stesso modo venne da lui [Ludovico II] Hrørek, il galla della cristianità, tuttavia molti ostaggi vennero messi sulle navi e divennero proprietà del re, e fu giurato di mantenere fedeltà". Coupland fa notare che Rorik possedeva terre su entrambi i lati del confine tra i regni di Carlo e Ludovico II. Il che significherebbe che strinse alleanze con entrambi. Questo lo metteva in una situazione "poco invidiabile".

## Morte
Rorik morì prima dell'882, quando le sue terre finirono in mano a Godfrid di Frisia. Secondo gli annales Bertiniani: "Carlo il Grosso, che aveva il titolo di imperatore, marciò contro i nordici con un grande esercito raggiungendo le loro fortificazioni. Una volta giunto qui, però, gli mancò il coraggio. Grazie all'intervento di qualcuno riuscì a raggiungere un accordo con Gøtrik e con i suoi uomini sui seguenti termini: Gøtrik sarebbe stato battezzato, ed avrebbe ricevuto la Frisia ed altre regioni possedute in passato da Hrørek". Il Dorestad era in declino economico in tutto il regno, i mercanti migravano in città meno esposte alla battaglia costante, come Deventer e Tiel. Queste due divennero "città di commercio" del tempo.
Coupland considera Rorik "il più potente ed influente di tutti i Danesi citati nell'impero carolingio del IX secolo. Fa notare come quattro monarchi carolingi (Lotario I, Lotario II, Carlo il Calvo, Ludovico II il Germanico) accettarono la sua presenza in Frisia ed i suoi servigi quale vassallo. Alcune critiche nei suoi confronti si trovano nelle cronache Franche del tempo. Anche Incmaro non si permise di punirlo, ma sperò che egli accettasse da solo la punizione come buon cristiano, il che significa che i Franchi avevano smesso di considerarlo uno straniero, e consideravano Rorik come uno di loro. Lo storico fa anche notare che esistono solo due razzie conosciute in quest'area durante i ventitré anni del suo regno, un record difensivo in un'era particolarmente turbolento.

## Rurik
A partire dal XIX secolo, ci sono stati tentativi di identificare Rorik con il principe variago Rurik della Cronaca degli anni passati. Alexander Nazarenko obietta a questa relazione.